# 种姓制度

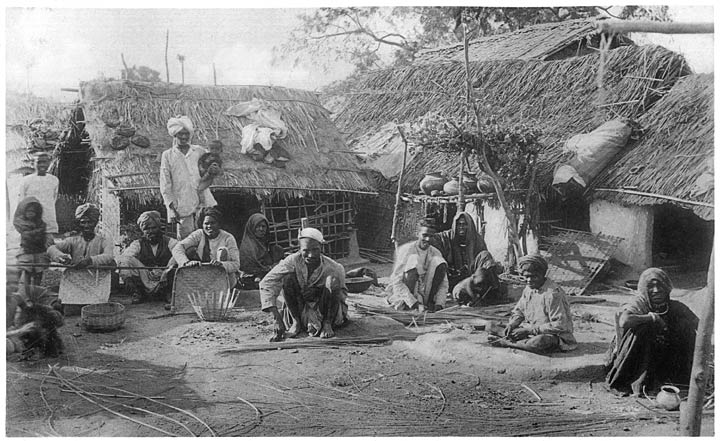
来自1916年一本书的插图，一群巴蘇爾正在编织竹筐。“巴苏尔”是印度北方邦的一种印度教徒种姓。

种姓（英語：caste，有时也被称为卡斯特）是一种社会阶层制度，其特点是通过內婚制、继承的方式传承某一特定阶层的生活方式（通常包括职业、阶级、沟通交流习惯、禁忌等）。虽然说许多不同的宗教中都有种姓制度，但其中最典型的例子是印度——种姓将印度社会的人们严格地划分成不同的组别，这一习俗从古时一直流传至今。然而，由于城市化、肯定性行动活动的进一步推广，印度种姓制度在经济活动上的重要性已经大大降低。印度种姓制度也被许多学者用来研究印度之外类似于种姓的社会分级系统。种姓一词有时也用来描述蜜蜂、蚂蚁等非人类动物的社会习惯。

## 南亚文化圈

### 印度
当代印度的种姓制度基于人称“迦提”的社会组别以及理论上的瓦爾那应运而生。“瓦尔纳”制度早在公元前1000年就已经出现在印度教的若干文献中，将社会构想为由四个阶层组建出的结构：婆罗门（教师、学者、祭司）、 刹帝利（战士、贵族）、吠舍（农民、商人、手艺人）以及首陀罗（劳务者）。这些文献并没有提及在瓦尔纳制度中有任何隔离、不可接触的种姓类别。学者们认为，瓦尔纳系统是婆罗门构想出来的理论社会阶级制度，但并没有真的在社会当中成功运作过。社会运行的模式是一直基于迦提（出身）的，并没有特别依照某些规则进行区分，但因种族、职业等原因而异。不同迦提之间是可以相互通婚的，但因长久以来的生活方式、社会地位、经济实力的原因，人们会对不同的阶级的地位产生模糊的高低贵贱的概念。实际上，迦提的制度可能与瓦尔纳的制度并不互通。许多重要的迦提，比如贾特和亚达夫，就横跨了两个瓦尔纳等级（刹帝利和吠舍），瓦尔纳和迦提之间的关系也模棱两可。

### 尼泊尔
尼泊爾和印度同屬於一個文化圈，故前者種姓制度亦相似於後者。尼泊爾種姓制度有着若干的迦提分类，并用瓦尔纳制度大致将二者等同。但社会、文化的不同自然也使得种姓制度有所不同，他們的武士種姓（切特里）人口最多（2011年）。有铭文显示，在尼波羅國时期就已经出现了种姓制度。贾亚斯提提·马拉（Jayasthiti Malla，尼泊尔国王，1382年 - 1395年期间在位）就将尼瓦尔人分成了64个种姓；马亨德拉·马拉在位期间（Mahindra Malla，1506年-1575年期间在位）也做出了类似的举动。后来，拉姆·沙阿（1603年 - 1636年期间在位）在廓尔喀设立了印度的社会制度。
在19世紀中，拉傑普特人忠格·巴哈杜爾·拉納出任首相後，尼泊爾正式成為印度教王國。

### 巴基斯坦
巴基斯坦原本是印度的一部分，但是因為受到伊斯蘭教的征服和同化，所以種姓制度的影響力相對印度弱化了許多；但与其他伊斯蘭教國家相比，巴基斯坦卻有著伊斯蘭教國家中最明顯的種姓制度。某些地区，宗教、历史、社会文化因素确定了当地穆斯林社会的互相通婚范围。一般来说，宗教、教派、种族、家族部落等各种因素形成的社会组别内部更倾向于通婚，从而形成了一种像家族一样的社会结构。其中，宗教倾向本身又可细分下去，从穆斯林开始可以继续细化，比如教派（什叶派和逊尼派），以及教派内部的宗教取向（伊斯納撒里、伊斯玛仪派、阿赫迈底亚等）。
对于巴基斯坦人来说，所属种族（普什圖人、信德族、俾路支人、旁遮普人）和所属的比拉德里斯或者薩特/庫恩斯都是社会身份的一部分，在由此衍生出来的通婚制之下容易形成近亲结合的小团体。麥金馬利歐特称，这种社会层级分明的结构十分盛行（尤其是在巴基斯坦西部地区）；弗瑞德里克巴斯则在他一篇有关巴基斯坦社会结构的总结中指出，这些其实就是种姓制度。

### 斯里兰卡
斯里兰卡的种姓制度同樣受到印度的影響，這部分影響主要是迦提系统和《varnas》這兩個理論，将社会逐级分层。古斯里兰卡的有关文献，如《普贾婆利耶》（Pujavaliya）、《Sadharmaratnavaliya》、《Yogaratnakaraya》等文字记载表明，这种分层系统在整个封建时期都十分盛行。这种种姓制度结构甚至近在18世纪都有出现，也在英国/康提时期的Kadayimpoth - Boundary的书中有出现过。这暗示着，种姓制度这一传统一直延续至斯里兰卡的君主制结束。斯里兰卡的最后一位君主是康提納亚克王朝的悉利·維迦摩·羅闍悉訶，那是1815年。现代的斯里兰卡並沒有种姓制度。

### 印度尼西亚
在柬埔寨、緬甸、泰國歷史早期，因為印度的影響，種姓制度影響了東南亞國家的方方面面。但是隨著佛教，特別是上座部佛教的傳入，種姓制度式微，逐漸凋零。
印度尼西亚也原本屬於印度教文化圈，但是隨著信奉伊斯蘭教的阿拉伯商人和荷蘭、英國、西班牙等信仰基督教的西方殖民者的湧入，種姓制度逐漸衰亡。在20世纪早期，就已经有欧洲的文献对巴厘岛人的种姓结构有所记载，认为该结构基于三个不同的分类：三生（triwangsa，即贵族）、二生（dwijāti，即平民），以及与之相对的一生（ekajāti，即贱民）。另外，社会研究学习还确认了四种社会身份，和印度的种姓拼法又有所不同：
- 婆罗门（Brahmanas） - 祭司
- 刹地利（Satrias） - 战士
- 吠舍（Wesias） - 商人
- 首陀罗（Sudras） - 雜役

荷兰的人类学家又进一步将婆罗门种姓进行细划，分为Siwa和Buda这两个子类，其中Siwa又进一步分为Kemenuh、Keniten、Mas、Manuba和Petapan这五种。这一额外的分类方法是为了区分较高种姓的婆罗门男子与其他较低种姓的女子之间的通婚。这些19世纪至20世纪早期的人类学家也有给其他几个种姓依照职业、内外婚或一夫多妻制等多种因素分过类似的子类，有点类似于西班牙殖民地（如墨西哥）的“卡斯塔”，以及英国殖民地（如印度）的种姓系统的分类方法。

## 南亚文化圈以外的类种姓系统

### 中东
雅兹迪较为社会结构化。其中，世俗领导者是世袭的埃米爾或者王子，而宗教的部分则由谢赫领导。雅兹迪人严格实行内婚制——也就是说，雅兹迪的三个种姓：穆里德、谢赫和辟尔只能在其种姓内部互相结婚。
伊斯兰教统治前的萨珊王朝社会结构十分复杂，整个社会由多个不同的组织、依照不同的系统进行统治。历史学家认为，社会由四种
社会阶级构成：
1. 祭司
2. 战士
3. 大臣
4. 平民

### 非洲区
有诸多社会学家已经报告称在非洲发现了种姓社会制度。虽然非洲具体的制度则因种族、文化差异而有所区别，但以下几个特征大同小异——系统多为封闭社会阶级系统；社会地位可以继承；种姓有等级区分；一部分种姓被排斥，而其他种姓只是实行普通的内婚制，具有排外性。在一些案例中，对于出身决定“纯洁”、“不纯”的概念在非洲十分流行。在另一些案例中（比如尼日利亚的努佩人、东非的贝尼阿梅尔人、苏丹的提拉人），排外原则是由社会因素的演化而衍生出来的。
奥宾纳（Obinna）发现，在奈及利亞的伊格博人之中（特别是该国的埃努古州、阿南布拉州、伊莫州、阿比亚州、埃邦伊州、埃多州以及三角州），奥苏种姓系统自始至终都是重要的社会问题。一个人，无论其日后信仰如何，其奥苏种姓是由出生时的家庭所决定的。奈及利亞人一旦成为了奥苏，不论其品行如何，都会被排挤、隔离，很难为整个社会所接受。奥宾纳也探讨了这一种姓系统是如何在政府、教会、本土社区内部运作的。东奈及利亞和南喀麦隆的奥苏种姓源自本土的宗教信仰，人们歧视、排斥奥苏并称其为“神的财产”。
桑海社会的经济体系依然是基于种姓系统发展而来的：最常见的有金属加工工人、渔民、木匠这三种。较低的种姓大部分都是非农场职业的移民，他们有时候会被赋予特权，并在社会中保持较高的地位。最高种姓大部分是贵族以及原桑海人的直系后代，在他们之下是自由人（freemen）和商人。
在一份回顾非洲社会阶级系统的报告中，李希特（Richter）报告说，美、法两国学者用“种姓”一词指代了多组不同的西非工匠，这组被认为是次等、剥夺一切政治权利的人有着一些特殊的职业，通常为世袭传承，有时候被其他人鄙视。他展示了科特迪瓦的种姓系统，该系统下有六个种姓子类。和世界上其他地方不尽相同的是，子类种姓之间可互相流通（但仍然在同个种姓范围之内）。一些子种姓比其他的更受人歧视。比如说，木匠家庭的女子很少能有外婚的。
类似的是，冈比亚、加纳、几内亚、科特迪瓦、利比里亚、塞内加尔、塞拉利昂这七个国家的曼德社会都有着通过人种区分的社会阶级系统。其中，人们认为“jonow”是奴隶，是个次等种姓。塞内加尔的沃洛夫人也被分为三个主要的种姓：“geer”（自由人、贵族）、“jaam”（奴隶以及其子嗣）和次等的“neeno”。在西非的许多地方，富拉尼人社会也存在着社会阶级，被分为“Griots”、“Forgerons”、“Cordonniers”这三种。
西非在逐渐发展的过程中，人们会有职位变化、职业细分之类变动，由此衍生出了子种姓的概念。在同一种（或者同一组）种姓之间，通婚还是一个很常见的行为，但依照塔马里（Tamari）所言，这并没有造成人口的不流通。社会身份会依照亲子身份自动继承，但这种继承是父系继承——如果高种姓男子和低种姓女子结合，其后代则会取得父方的高种姓。
1960年，埃塞尔·M·阿尔伯特（Ethel M. Albert）称，非洲中部的社会是由像种姓一样的社会阶级系统所构成的。类似地，1961年，马奎特（Maquet）指出，卢旺达和蒲隆地的社会也可视作种姓社会。马奎特指出，图西族自认为优势民族，并认为胡图族（人口最多）和特瓦族（人口最少）在卢旺达社会中分列第二、第三。这些种姓内部互相通婚，具有排外性，种姓间流动性也很差。
1977年出版的一份学术回顾中，托德（Todd）指出，已经有众多学者发现了在非洲大陆各处散布的社会阶级系统，或多或少地和种姓制度都十分相像。举例来说的话，埃塞俄比亚的古拉格人和孔索人就实行着类似种姓制度的社会系统。随后，托德指出，埃塞俄比亚西南部的戴姆人（Dime）就在实行着种姓系统。戴姆人有七个不同的种姓，人口数量各异。每个种姓都是依照“纯种”、“非纯”、“不纯”的概念来分层的，并利用污秽的概念将高、低种姓隔离开，以此保持高种姓的纯洁性。这些种姓分类具有排外性，实行内婚、身份亲子继承制度。
在咖法也同样存在着一些可视为种姓的制度。“那些在德格政府（Derg）掌权前进行的研究似乎都预设了该地存在着一种类似于种姓系统的社会结构。位在该结构之巅的是卡法（Kafa），其下则有依照职业来划分的铁匠（Qemmo）、织工（Shammano）、诗人（Shatto）和皮匠（Manno）。在这一社会结构下，猎人（Manjo）是最低等级的，其地位和奴隶相等。”位处非洲之角的南埃塞俄比亚也有着社会阶级系统，其中由猎人组成的种姓瓦塔（Wata）仍然是最低等级的。虽然现如今瓦塔使用的是奧羅莫語，他们传统上曾经使用过另外一种语言。
以游牧为传统的索馬里人被分为若干家族。其中，拉汉温是农牧家族，而诸如馬迪班等以职业划分的家族则传统上为社会所排挤。作为职业种姓（Gabboye），马迪班同图麦（Tumal）和伊比尔一道被合称为“低级种姓”（sab）。随着城市中心不断扩大，他们的社会地位逐渐得到了改善，并在索马里的政坛取得一席之地。
毛里塔尼亞的摩爾人按種族血統分為白摩爾人和哈拉廷人，再根據職業分為不同階層，職業世襲也互不通婚。

#### 也门
也门有着世袭的种姓——非裔阿哈丹，长期被用来作清潔工人。也门人口约2200万，其中大约350万人左右处于该境地。

#### 馬達加斯加
在馬達加斯加中央高地的伊默里納王國，梅里納人分為貴族、平民、農奴三個等級，職業世襲，互不通婚。

### 法国
中世纪欧洲的社会阶级制度和印度的种姓制度很像，也分成
1. 皇族、高級貴族
2. 骑士、地主、神职人员
3. 手工艺者
4. 农民、奴隸

几个世纪以来，大部分人都认为居于法国西部和西班牙北部的卡格特是次等种姓，不可接触。虽然他们和其他人一样都有着同样的肤色、同样的信仰，在教堂中他们都得用分开的大门进出，使用分隔开的容器饮水，使用木制长勺末端来接受圣餐礼。卡格特这一为社会所隔绝的种姓实行内婚制，种姓终身不可变更。

### 東亞区

#### 中国漢地与蒙古
屬於蒙古帝國一部份的元代相传曾实行四等人制，将人民分成4个等级：蒙古人，色目人，汉人和南人。
在古代中國，部份特定職業身份者被視為賤民，包括奴婢、部曲、樂戶、蜑民、墮民等，以及特定職業如隶（衙役）、卒（獄卒）、優（優伶）、娼（妓女）殯（殯葬業者），不得與良民通婚，亦禁止參加科舉考試，其中一些職業世襲。
由于社会福利的分配依据户籍划分的农业和非农业居民身份等现象的存在，有研究学者认为中国户籍制度与印度种姓制度有类似之处，堪称“中国现代种姓制度”。户籍制度严格区分干部、工人和农民身份。不同身份之间待遇差别巨大，而且转换门槛非常高。同时身份也有强的传承性，农民的后代绝大部分仍然是农民，工人的后代可以通过接班制度当上工人，干部子女当上干部的概率也比其它身份的子女也大得多。户籍制度在改革开放之后有所弱化，然近年来仍有回潮趋势。

#### 西藏
海蒂·费耶尔德（Heidi Fjeld）认为，在1950年之前，整个西藏社会的运作方式本质上就是一种种姓制度所以西藏社会阶级系统与欧洲封建制度相类似，不是一些西方早期学界以及非学术人士一直想要浪漫化的古西藏社会实行的平均主义制度。

#### 朝鮮半島
新羅時期實行骨品制，將國人分為聖骨「純王族」、真骨「具王族血統的貴族」、頭骨、六頭品、五頭品、四頭品、三頭品、二頭品、一頭品八個等級，其中四頭品或以上為貴族，三頭品或以下為平民，根據不同等級分別制定出擔任官職的最高限度。骨品為世襲，如父母為相同骨品，子女會繼承父母的骨品。如父母骨品不同，則子女會繼承較低一方的骨品，例如聖骨與真骨所生子女皆為真骨。
朝鮮王朝時期有嚴密的身分制度，國人分為兩班、中人、常民、白丁、賤民五等，身分制度嚴密分明，而且不能隨意改变身分。兩班為統治階層，兩班男子只能娶兩班女子或中人為正室，只有正室所生子女才可繼承兩班地位。中人為兩班男子與良妾（中人、常民、白丁出身之妾）所生子女，中人男子與中人、常民、白丁女子所生子女亦為中人。中人是两班與良妾所生的子女与常民、白丁、賤民通过科举雜科者的称呼，男子可成為基层文武行政官员(吏胥，消防隊長、軍校)但不能參与政治。常民是朝鲜普通农民，人口最多。白丁是介乎常民與賤民之間的階層。贱民有巫、屠夫、佛教徒、奴婢、妓生、優伶、男寺黨、鍮器匠等。母親為賤民者不論父親身份皆繼承母親的賤民身份，另外犯罪之人、再婚的兩班女性及他們的後代也會成為贱民。
据朝鲜民主主義人民共和國人权委员会报告，“朝鲜为每个公民都分配了一个世代相传的阶级和社会政治等级，虽然这决定了他们生活的全部方面，但却不受个人控制。”美国记者芭芭拉·德米克称这一“阶级架构”是结合了儒家和斯大林体制的“种姓制度”的升级版，不好的家庭背景被称为“受污染的血统”，在法律上“受污染的血统”可延续到第三代人。

#### 日本
日本有一批被稱為「部落民」的人羣，長期受到主流社會不同程度的歧視。

#### 泰國
古代泰国的阶级结构有种姓制度的特征。现代泰国在王室、僧侣之外，平民也有基于种族的交易信用和背景分配。
一些人将平民依据种族分为四大类别：
1. 奈吞，意为資產階級，又稱布空，意为統治階級，僅指富有的潮州、閩南、客家、海南後裔泰國人，尤其潮州泰國人是在泰國最佳的社群。
2. 嘍囉，通常指中层的廣府、福州後裔泰國人、普吉峇峇、波斯裔泰國人（英语：Iranians in Thailand）、印度裔泰國人（英语：Indians in Thailand）、普什圖裔泰國人（英语：Pakistanis in Thailand）、旁遮普裔（英语：Sikhism in Thailand）、葡萄牙裔泰國人等。
3. 朗，意为下層階級，通常指普通泰人（如：小泰、傣崩、泰沅、伊森人、普泰人等）、孟裔、越南裔、高棉裔、桂人（英语：Kuy people）等。
4. 旃陀羅，意为贱民，通常指社会地位低下的北大年馬來人、山地部落（如：阿卡人、瑤族、拉威族、雲南人等）、外籍父親或祖父的人（外籍母親屬於父親的身分）等。

### 美国

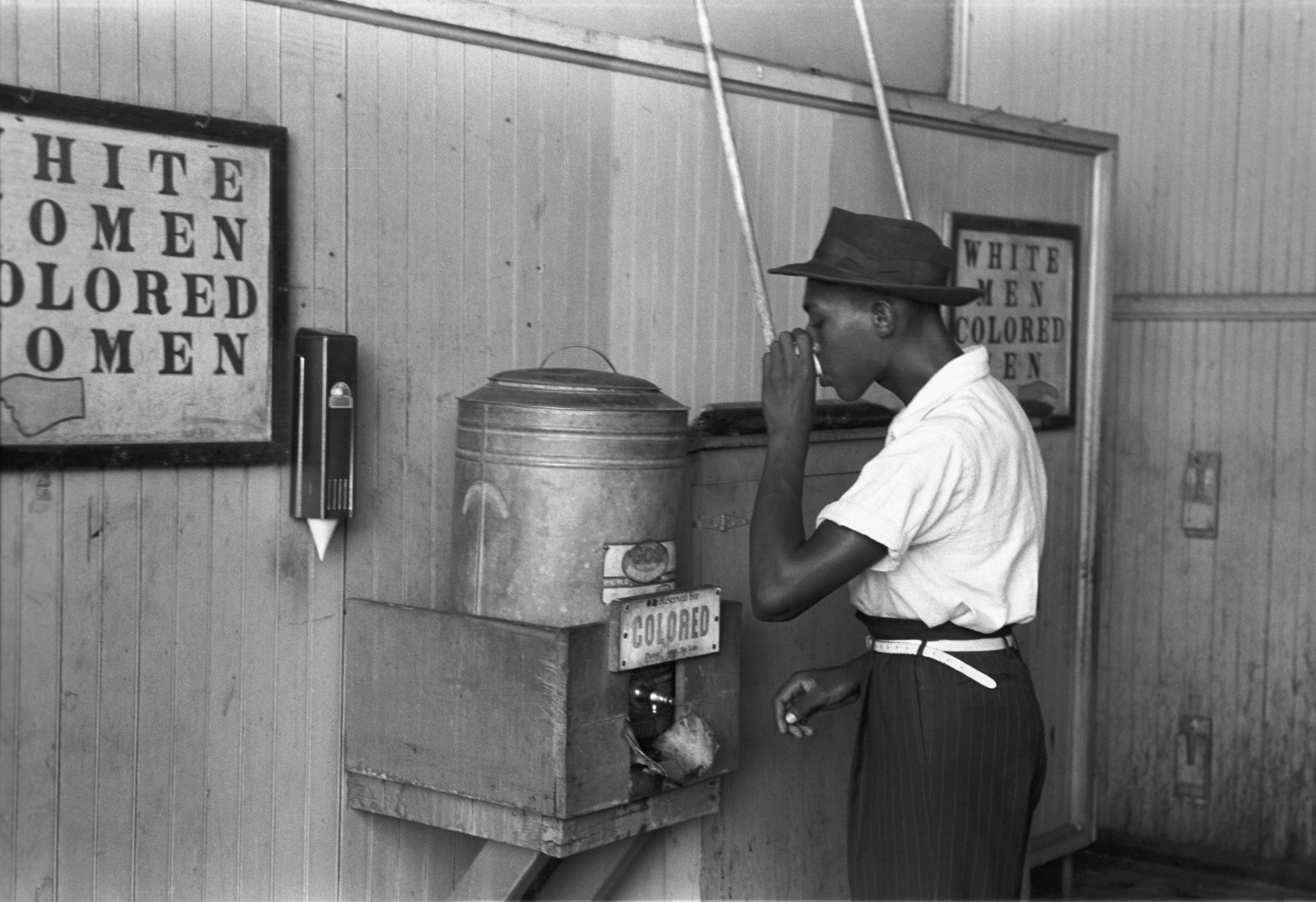
1939年，美国俄克拉荷马市的一名非裔美国男子在电车终点站的“有色人种饮水机”（"Colored" drinking fountain）旁饮水。

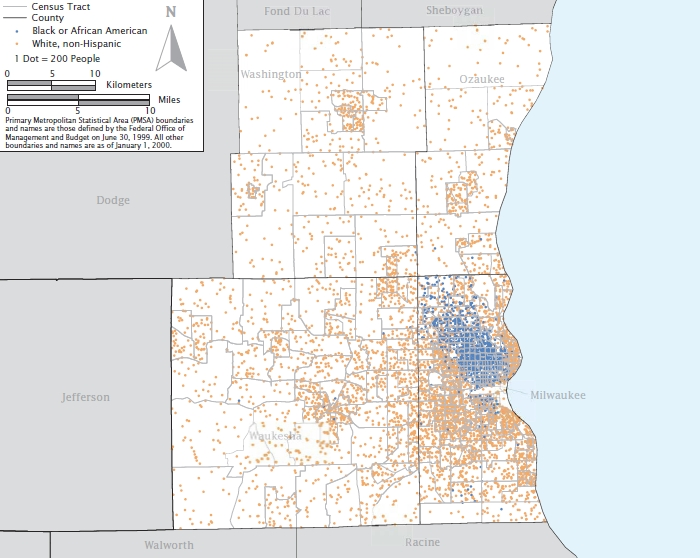
根据2000年美国人口普查，密尔沃基是美国种族居住隔离程度最高的城市。图中蓝点代表黑人区。

学者W·劳埃德·华纳认为，美国黑人和美国白人之间的历史关系显示出许多类似种姓制度的特征，如居住隔离和婚姻限制。基于社会经济因素的歧视在美国历史上很普遍。美国实行种族隔离制度时期，美国在法律上或社会上强制将非裔美国人与欧裔美国人分开，也将其他少数族裔与大多数主流社区分开。在种族隔离制度下，美国在市政设施、教育、职业等方面将黑人与白人相互隔离。此外，在1948年以前的美军中，黑人部队通常与白人部队分开，但仍然由白人军官领导。
美国种族隔离制度在住房领域最为明显。不同种族的美国人可能在一起工作，但在居住上则往往并非居于相同社区。由于种种原因，居住区隔离迄今依然存在，城市中往往存有“非洲裔社区”与“白人社区”的说法。
杰拉尔德·D·贝尔曼认为，在美国种族隔离制度与印度种姓制度这两种系统中，皆有严格的避免规则，某些类型的接触被定义为污染。在印度，复杂的宗教特征构成了种姓体系，而在美国，种族和肤色是区分的基础。印度种姓制度和美国种族隔离制度中阶层较高的群体希望保住自己的地位，从而使这两种制度永久化。
印度和美国在通过社会工程创造同质化社会的过程中，亦出现了使不同群体之间的阶级差别显而易见的歧视体系。人类学家詹姆斯·C·斯科特表示，“全球资本主义可能是最强大的同质化力量，而在某些情况下，国家可能是地方差异和多样性的捍卫者。”资本主义加剧了社会经济阶层差异，种族隔离制度则进一步强调了社会经济阶层之间的差异，这使得社会流动更加困难。美国的部分地区有时会因种族和社会阶级地位而分裂。

## 脚注
1. ↑  Scott & Marshall 2005，第66頁.
2. ↑  Winthrop 1991，第27–30頁.
3. ↑  Béteille 2002，第66頁.
4. ↑  Wilson, E. O. . Proceedings of the American Philosophical Society. 1979, 123 (4): 204–210. JSTOR 986579.
5. ↑   (PDF).   [2017-10-16]. （原始内容 (PDF)存档于2017-09-18）.
6. ↑  Bindloss, Joe; Holden, Trent; Mayhew, Bradley. (2009). Nepal. Lonely Planet.
7. ↑  Barth, Fredrik. E. R. Leach , 编. . Cambridge University Press. 1962: 113  [2017-09-19]. （原始内容存档于2012-04-06）.
8. ↑  Fredrick Barth. . American Anthropologist. December 1956, 58 (6): 1079–1089. doi:10.1525/aa.1956.58.6.02a00080.
9. ↑  Zeyauddin Ahmed. . Aldine Publishing Company. 1977: 337–354. ISBN 90-279-7959-6.
10. ↑  McKim Marriott. . 1960  [2017-09-19]. （原始内容存档于2021-04-15）.
11. ↑  John Rogers. . Indian Economic Social History Review. February 2004, 41 (1): 51–77. doi:10.1177/001946460404100104.
12. 1 2  James Boon. . 1977. ISBN 0-521-21398-3.
13. ↑  Nicolle, p. 11
14. ↑  
These four are the three common "Indo-Euoropean" social tripartition common among ancient Iranian, Indian and Romans with one extra Iranian element (from Yashna xix/17). cf. Frye, p. 54.
15. ↑  Amir Taheri. . Encounter books. 2009: 1982.
16. ↑  Kāẓim ʻAlamdārī. . University Press of America. : 72.
17. 1 2  Elijah Obinna. . African Identities. 2012, 10 (1): 111–121. doi:10.1080/14725843.2011.614412.
18. ↑  James B. Watson. . Southwestern Journal of Anthropology. Winter 1963, 19 (4): 356–379.
19. 1 2  Tal Tamari. . The Journal of African History. 1991, 32 (2): 221–250. doi:10.1017/S0021853700025718.
20. ↑  Leo Igwe. . International Humanist and Ethical Union. 2009-08-21  [2017-09-19]. （原始内容存档于2013-01-17）.
21. ↑  SF Nadel. . Journal of Anthropological Society. 1954, 8: 9–22.
22. ↑  .   [2019-11-09]. （原始内容存档于2019-05-19）.
23. ↑  Dolores Richter. . Africa. January 1980, 50: 37–54. JSTOR 1158641. doi:10.2307/1158641.
24. ↑  Ethel M. Albert. . Southwestern Journal of Anthropology. Spring 1960, 16 (1): 46–74.
25. ↑  Jacques J. Maquet. . Oxford University Press, London. 1962: 135–171. ISBN 978-0-19-823168-4.
26. ↑  Helen Codere. . Anthropologica. 1962, 4 (1): 45–85. JSTOR 25604523.
27. ↑  D. M. Todd. . Africa. October 1977, 47 (4): 398–412  [2017-09-19]. JSTOR 1158345. doi:10.2307/1158345. （原始内容存档于2016-03-14）.
28. ↑  p. 299. Sayuri Yoshida. Why did the Manjo convert to Protestant? Social Discrimination and Coexistence in Kafa, Southwest Ethiopia? Proceedings of the 16th International Conference of Ethiopian Studies, ed. by Svein Ege, Harald Aspen, Birhanu Teferra and Shiferaw Bekele, Trondheim 2009. p. 299-309.
29. ↑  Diedrich Westermann, Edwin William Smith, Cyril Daryll Forde. . Oxford University Press. 1981: 853.
30. ↑  I. M. Lewis, A pastoral democracy: a study of pastoralism and politics among the Northern Somali of the Horn of Africa, (LIT Verlag Berlin-Hamburg-Münster: 1999), pp.13-14
31. ↑  Lewis, I.M. . Columbia University Press. 2008: 8. ISBN 0231700849.
32. ↑  .   [2017-09-19]. （原始内容存档于2014-11-29）.
33. ↑  Sean Thomas. . London: The Independent, United Kingdom. 2008-07-28  [2017-09-19]. （原始内容存档于2017-10-25）.
34. ↑  Anders Hansson. . BRILL. 1996: 15–16  [2017-09-19]. ISBN 978-90-04-10596-6. （原始内容存档于2021-04-15）.
35. ↑  Elizabeth J. Perry; Mark Selden. . : 90  [2017-09-19]. （原始内容存档于2016-11-23）.
36. ↑  Bell, Daniel A. . : 86.
37. 1 2  Ivana Marková; Alex Gillespie. . : 63.
38. ↑  于时语. . 《联合早报》. 南方网. 2007-04-11  [2020-06-24]. （原始内容存档于2021-04-15）.
39. ↑  Elizabeth J. Perry; Mark Selden. . : 90  [2020-06-12]. （原始内容存档于2016-11-23）.
40. ↑  Bell, Daniel A. . : 86.
41. ↑  于时语. . 联合早报. 南方网. 2007-04-11  [2021-04-13]. （原始内容存档于2021-04-15）.
42. ↑  接栋正.国外民事登记制度及其对我国户籍制度改革的启示[D].华东师范大学.2009.
43. ↑  张家辉.当代中国社会阶层固化制度性原因分析[J].西江月, 2013.
44. ↑  Heidi Fjeld.  (PDF). NiAS Press.   [2017-10-17]. （原始内容存档 (PDF)于2020-10-21）.
45. ↑  06 Jun 2012. . Telegraph.co.uk. 2012-06-06  [2013-11-30]. （原始内容存档于2021-04-15）.
46. ↑  Barbara Demick. . London: Fourth Estate. 2010: 26-27,28,197,202.
47. ↑  王程.古代泰国的阶级结构,等级制度和依附关系[D].云南大学.
48. ↑  张红云.达摩影响下的普密蓬·阿杜德国王[J].红河学院学报, 2015, 13(6):5.
49. ↑  Lee, Russell. . Prints & Photographs Online Catalog. Library of Congress Home. July 1939  [March 23, 2005]. （原始内容存档于2017-08-08）.
50. ↑   (PDF).   [2013-02-28]. （原始内容存档 (PDF)于2020-07-13）.
51. ↑  Warner, W. Lloyd. . American Journal of Sociology. 1936, 42 (2): 234–237. doi:10.1086/217391.
52. ↑  C. Vann Woodward, The Strange Career of Jim Crow  (3rd ed. 1947).
53. ↑  Harvard Sitkoff, The Struggle for Black Equality (2008)
54. ↑  Keating, William Dennis. . Temple University Press. 1994. ISBN 978-1-56639-147-4.
55. ↑  deVise, Pierre. . Chicago Historical Society. 2005  [October 7, 2012]. （原始内容存档于2021-02-27）. |encyclopedia=被忽略 (帮助)
56. ↑  Berreman, Gerald. . American Journal of Sociology. September 1960, 66 (2): 120–127. JSTOR 2773155. doi:10.1086/222839.
57. ↑   (PDF).   [2020-06-24]. （原始内容存档 (PDF)于2021-04-01）.

## 拓展阅读
- Spectres of Agrarian Territory by David Ludden 11 December 2001
- "Early Evidence for Caste in South India", p. 467-492 in Dimensions of Social Life: Essays in honor of David G. Mandelbaum, Edited by Paul Hockings and Mouton de Gruyter, Berlin, New York, Amsterdam, 1987.

## 延伸阅读
[在维基数据编辑]
 《欽定古今圖書集成·明倫彙編·氏族典·种姓部》，出自陈梦雷《古今圖書集成》